# 5461 Осінь
5461 Осінь (5461 Autumn) — астероїд головного поясу, відкритий 18 квітня 1983 року.
Тіссеранів параметр щодо Юпітера — 3,152.